# Kuala Lumpur
Kuala Lumpur (Federal Territory of Kuala Lumpur/Wilayah Persekutuan Kuala Lumpur/吉隆坡联邦直辖区/கோலாலம்பூர், iar în jawi: كوالا لومڤور;) tradus ca: "confluența noroioasă", "estuar noroios" și orașul "noroios"; pronunțat în limba malaeză: [kwɑlɑlʊmpʊ], la nivel local: [kwɑləlʊmpɔ] sau chiar [kɔlɔmpɔ], este capitala și cel mai mare oraș din Malaysia. Orașul propriu-zis, care ocupă o suprafață de 243 km², are o populație estimată de 1,627,172 în 2010. Marele Kuala Lumpur, de asemenea, cunoscut sub numele de Valea Klang, este o aglomerare urbană de 7,2 milioane. Aceasta este cea mai rapidă creștere în regiunea metropolitană a țării, în termeni de populație și economie.

## Date generale
Kuala Lumpur este sediul Parlamentului Federal din Malaysia. Orașul a fost odată centrul de reședință al puterilor executive și judecătorești ale federației, dar acestea s-au mutat la Putrajaya, începând cu anul 1999. Unele secțiuni ale sistemului judiciar rămân în capitală. Reședința oficială a regelui din Malaysia, Istana Negara, este, de asemenea, situată în Kuala Lumpur. Orașul este centrul cultural și economic din Malaysia, datorită poziției sale de capitală și datorită mărimii sale. Kuala Lumpur este cotat ca un oraș alfa, la nivel mondial și este singurul oraș de acest gen din Malaysia.
Kuala Lumpur este definit în cadrul granițelor teritoriul federal din Kuala Lumpur și este unul dintre cele trei teritorii federale din Malaysia. Acesta este o enclavă în cadrul statului Selangor, pe coasta de vest a Malaeziei peninsulare. Locuitorii din oraș sunt cunoscuți ca KLites.
Începând cu anii 1990, orașul a găzduit multe competiții sportive internaționale, evenimente culturale și politice, inclusiv "Jocurile Commonwealth" din 1998 și Formula 1.
Kuala Lumpur este deservit de două aeroporturi: The Kuala Lumpur International Airport (KLIA) în Sepang, principalul aeroport internațional al Malaeziei, și aeroportul Abdul Aziz Shah în Subang.

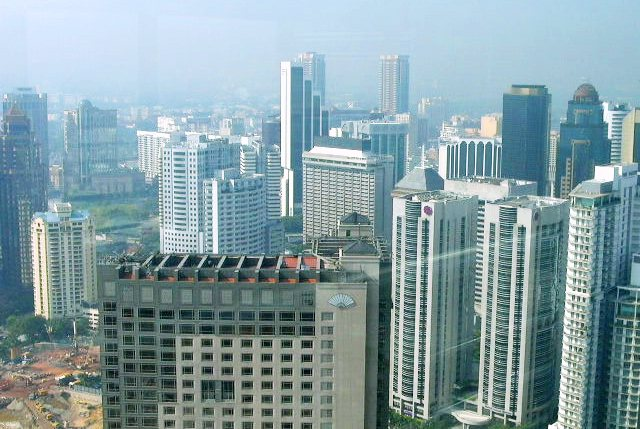
Edificii din Kuala Lumpur

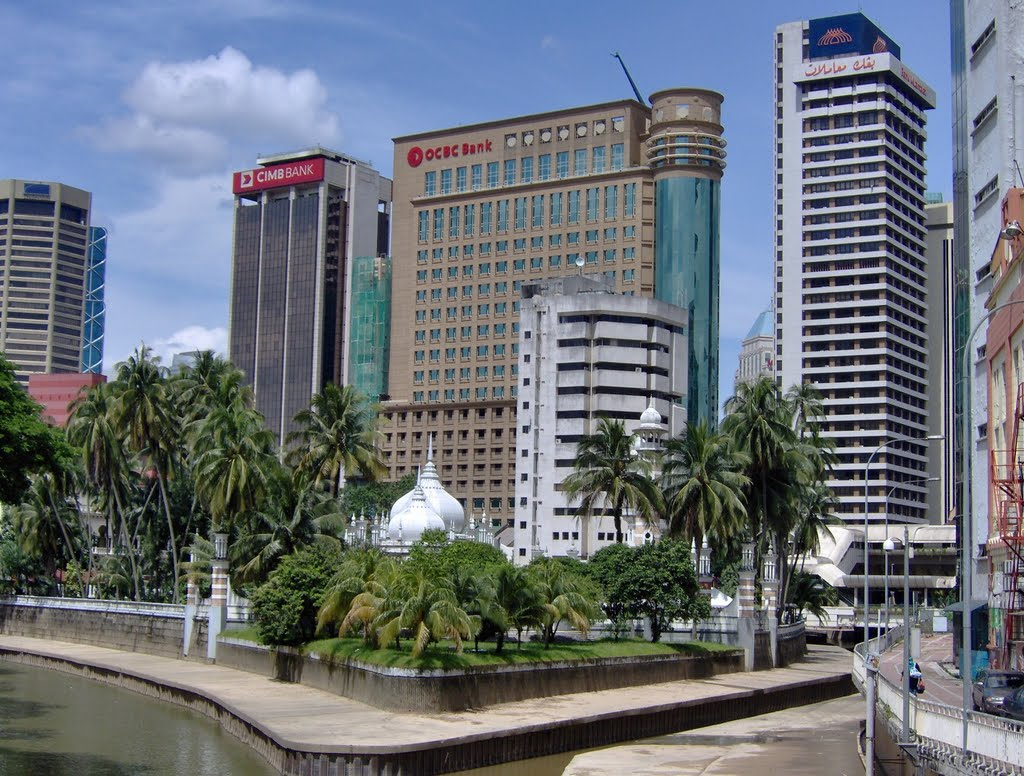
Kuala Lumpur

## Kuala Lumpur în cifre
- Suprafața teritoriului federal al Kuala Lumpur: 243,65 km².
- Populația: 1,627,172 locuitori (în anul 2010).
- Populația (aria metropolitană - valea Klang): 7,239,871 locuitori.

## Administrația
Orașul este administrat de un consiliu municipal numit de guvern. Acest lucru depinde, totuși, de consistența adunării momentului respectiv.

## Istoria
Ridicat la rangul de oraș abia în anul 1897, Kuala Lumpur a cunoscut o creștere neînfrânată. A fost separat de statul Selangor în anul 1977, pentru a deveni un teritoriu federal. Orașul modern Shah Alam l-a înlocuit, acesta fiind acum capitala statului.

## Atracții turistice
- Turnurile gemene Petronas (a patra structură ca înălțime din lume, având peste 300 m);
- Menara Kuala Lumpur;
- Moscheea Națională a Malaeziei;
- Muzeul de Arte Islamice al Malaysiei;

## Personalități născute aici
- Michael Gough (1916 - 2011), actor britanic;
- Alex Yoong (n. 1976), pilot malaysian de Formula 1;
- Moyuka Uchijima (n. 2001), jucătoare de tenis de câmp din Japonia.